# Anna Pajor
Anna Pajor – polska matematyk i ekonomistka, doktor habilitowana nauk ekonomicznych. Specjalizuje się w ekonometrii oraz finansach. Profesor nadzwyczajny Katedry Ekonometrii i Badań Operacyjnych Wydziału Zarządzania Uniwersytetu Ekonomicznego w Krakowie oraz adiunkt Zakładu Matematyki Finansowej Instytutu Matematyki Wydziału Matematyki i Informatyki Uniwersytetu Jagiellońskiego.

## Życiorys
Matematykę ukończyła na Uniwersytecie Jagiellońskim w 1999. Stopień doktorski uzyskała w Akademii Ekonomicznej w Krakowie w 2003 broniąc pracy pt. Procesy zmienności stochastycznej (SV) w bayesowskiej analizie finansowych szeregów czasowych, przygotowanej pod kierunkiem Jacka Osiewalskiego. Habilitowała się na krakowskim Uniwersytecie Ekonomicznym w 2011 na podstawie oceny dorobku naukowego i publikacji Wielowymiarowe procesy wariancji stochastycznej w ekonometrii finansowej. Ujęcie bayesowskie. W pracy naukowej zajmuje się takimi zagadnieniami jak: procesy wariancji stochastycznej, modele zmienności, wnioskowanie bayesowskie, ekonometria finansowa, analiza szeregów czasowych, szacowanie i prognoza ryzyka, analiza portfelowa, wycena instrumentów pochodnych, metody Monte Carlo, teoria ekonometrii, zagadnienia egzogeniczności i przyczynowości.
Swoje prace publikowała w takich czasopismach jak m.in. „Bayesian Analysis”, „International Journal of Financial Markets and Derivatives”, „Central European Journal of Economic Modelling and Econometrics”, „Dynamic Econometric Models" oraz „Argumenta Oeconomica". Jest redaktorem statystycznym w „Przeglądzie Statystycznym”.
Należy do Polskiego Towarzystwa Matematycznego.